# Tadamichi Kuribayashi
Tadamichi Kuribayashi (栗林忠道?, Kuribayashi Tadamichi; Distretto di Hanishina, 7 luglio 1891 – Iwo Jima, 26 marzo 1945) è stato un generale giapponese, famoso per aver comandato le forze nipponiche nella battaglia di Iwo Jima.

## Biografia

### Gli anni prima della guerra
Kuribayashi era nato nel Distretto di Hanishina (parte della Prefettura di Nagano) da una famiglia di antica tradizione samurai.
Anche se inizialmente aspirava a diventare giornalista, Kuribayashi fu convinto dai suoi insegnanti delle scuole superiori a intraprendere la carriera militare nell'esercito imperiale giapponese: si laureò a Nagano nel 1911 e alla scuola ufficiali dell'Accademia della 26ª armata nel 1914, dove si specializzò nella branca della cavalleria; proseguì gli studi alla Scuola di Cavalleria dell'Esercito nel 1918, ricevendo negli anni seguenti numerosi riconoscimenti. Sposò Yoshii Kuribayashi l'8 dicembre 1923 e con lei ebbe due figlie e un figlio (rispettivamente Yoko, Takako e Taro).
Con il grado di capitano, Kuribayashi fu designato come vice-addetto militare a Washington nel 1928; per due anni viaggiò attraverso gli Stati Uniti d'America, conducendo un'ampia ricerca militare e industriale e studiando per un breve periodo all'Università di Harvard. In una delle lettere alla famiglia, espresse la sua netta contrarietà a una guerra tra Giappone e Stati Uniti.
Dopo il ritorno a Tokyo fu promosso al grado di maggiore e nominato addetto militare in Canada nel 1931, primo giapponese a ricoprire tale incarico; fu promosso tenente colonnello nel 1933. Dopo aver comandato brevemente il 7º reggimento di cavalleria, tra il 1933 e il 1937 prestò servizio nello Stato maggiore imperiale a Tokyo come capo della Sezione Amministrazione della cavalleria; nel 1940 venne promosso generale di brigata e posto al comando di una brigata di cavalleria.

### La Guerra del Pacifico
Nel dicembre 1941, a seguito dell'intervento giapponese nella seconda guerra mondiale con l'improvviso attacco di Pearl Harbor, Kuribayashi venne assegnato come Capo di stato maggiore alla 23ª armata del generale Takashi Sakai, con cui prese parte alla battaglia di Hong Kong. Nel 1943 fu promosso generale di divisione e trasferito al comando della 2ª divisione della Guardia imperiale giapponese, un'unità di addestramento e formazione. Il 27 maggio 1944 divenne comandante della 109ª divisione fanteria dell'esercito e appena due settimane dopo, l'8 giugno, ricevette l'ordine dal Primo ministro Hideki Tōjō di assumere il comando della difesa della strategica isola di Iwo Jima, nella catena delle isole Bonin. Alla vigilia della partenza gli fu concesso l'onore di un incontro personale con l'Imperatore Hirohito.

### La Battaglia di Iwo Jima

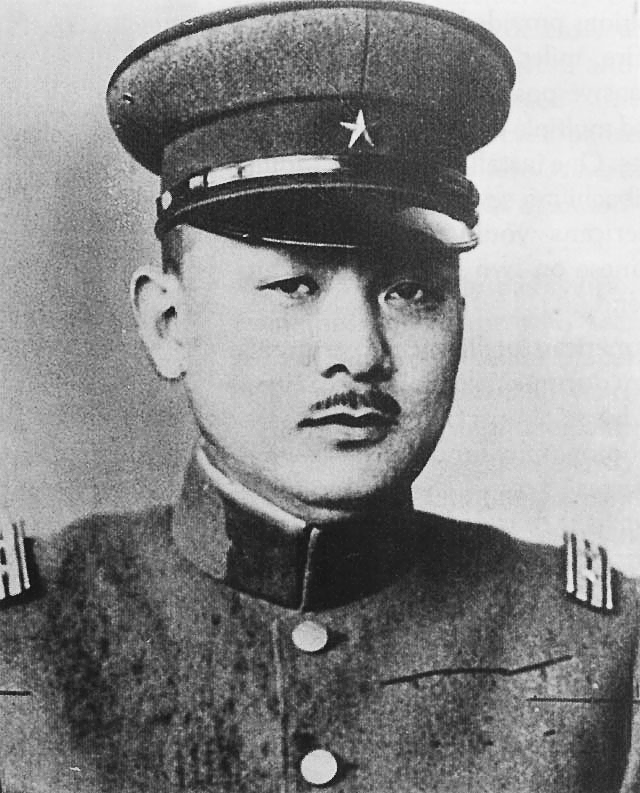
Tadamichi Kuribayashi

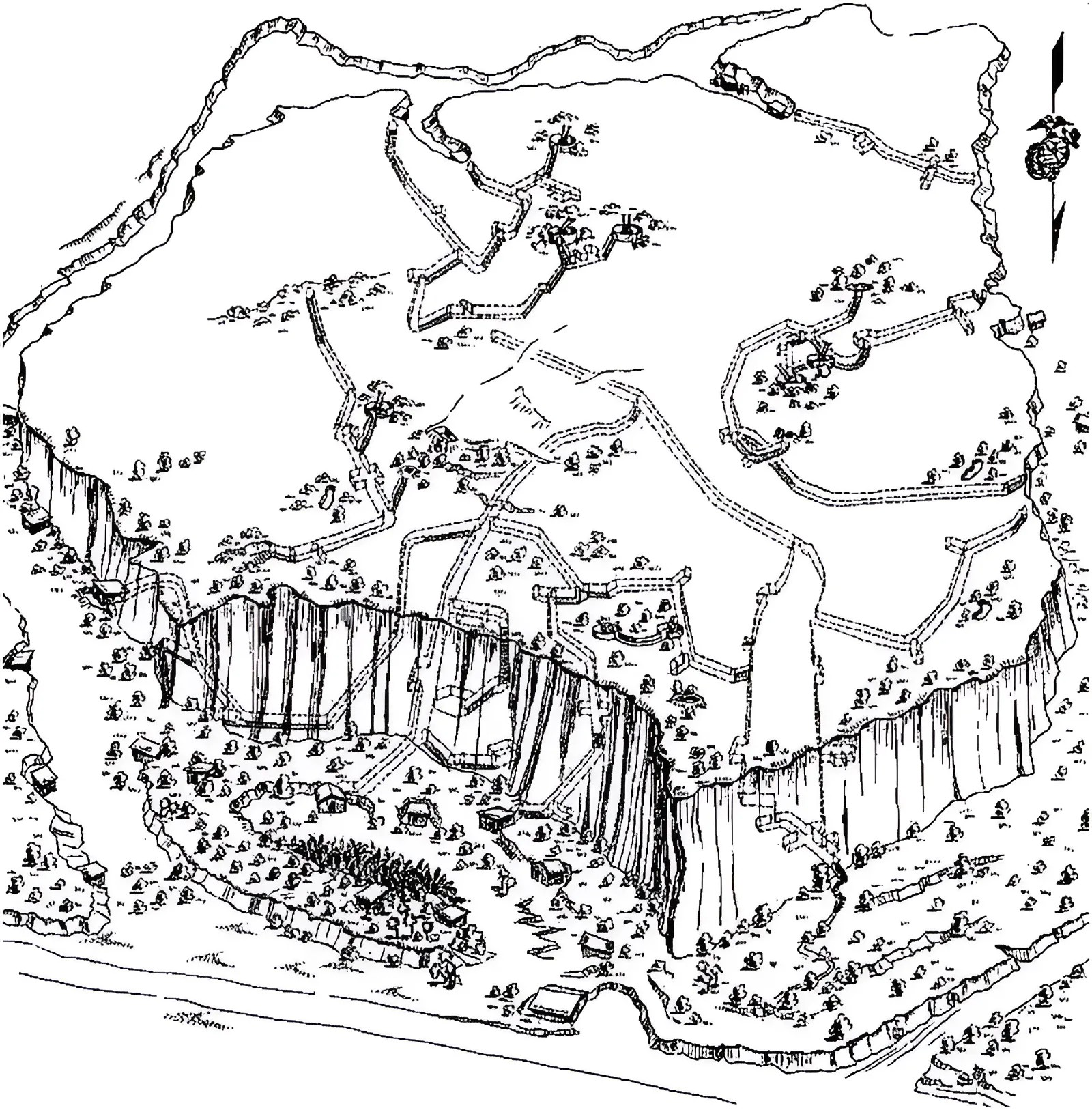
Tunnel di Iwo Jima

Per la difesa di Iwo Jima Kuribayashi disponeva di poco più di 14.000 effettivi dell'esercito e di 8.000 uomini prelevati da vari rami della marina, riaddestrati in fretta e furia per fungere da truppe di difesa poste al comando del contrammiraglio Toshinosuke Ichimaru: la guarnigione era del tutto priva di supporto navale e quello aereo sarebbe potuto provenire soltanto dalla madrepatria a centinaia di miglia nord dell'isola. Contro Iwo Jima erano diretti circa 100.000 uomini dell'United States Marine Corps e dell'esercito statunitense, forti dell'appoggio di un'imponente forza aeronavale. Fin dal suo arrivo sull'isola, il generale era perfettamente consapevole di quale sarebbe stato l'esito finale della battaglia; in una lettera alla moglie, inviata nei giorni precedenti alla battaglia, scrisse: "Non fare progetti per il mio ritorno".
Kuribayashi impostò l'imminente scontro come una grande battaglia di logoramento: evacuata la popolazione civile e scartata fin dall'inizio l'ipotesi di difendere direttamente le spiagge adatte allo sbarco, dispose il grosso delle sue forze nell'interno dell'isola. Le truppe giapponesi costruirono un complesso sistema di gallerie e rifugi sotterranei, con bunker e casematte disposte in più linee difensive nei punti strategici dell'isola; il generale ordinò all'artiglieria di aprire il fuoco solo dopo che la prima ondata avversaria fosse sbarcata sulle spiagge e vietò più volte il ricorso ad attacchi banzai: le truppe giapponesi dovevano rimanere al riparo delle fortificazioni e infliggere il massimo numero di perdite possibile agli statunitensi.
Il 19 febbraio 1945 la 3ª, 4ª e 5ª Divisione dei Marines sbarcarono su Iwo Jima; i bombardamenti preliminari avevano danneggiato solo in minima parte il complesso di fortificazioni giapponese e gli attaccanti si ritrovarono invischiati in una serie di violenti assalti contro i coriacei capisaldi nipponici. La battaglia, una delle più sanguinose del teatro del Pacifico, terminò il 26 marzo 1945: la guarnigione giapponese venne quasi completamente annientata, con solo 1.083 prigionieri, mentre gli statunitensi ebbero 26.000 uomini fuori combattimento (6.821 morti o dispersi e 19.189 feriti). Nessun comandante giapponese prima di Kuribayashi era riuscito ad infliggere agli Stati Uniti più perdite di quante ne avesse subite.
L'ultimo messaggio di Kuribayashi giunse al quartier generale giapponese su Chichi-jima la sera del 23 marzo, pochi giorni dopo essere stato informato della sua promozione a generale d'armata. Kuribayashi stesso morì il 26 marzo quando il suo posto di comando era ormai prossimo a cadere nelle mani dei nemici. Le circostanze della sua morte rimangono poco chiare: la versione ritenuta più attendibile vuole che egli compisse il suicidio rituale seppuku all'interno del suo posto di comando, mentre altre versioni collocano la morte di Kuribayashi durante l'ultimo attacco portato dai soldati giapponesi la mattina del 26 marzo, cui il generale prese parte dopo aver rimosso tutti i gradi e i segni di riconoscimento dalla sua divisa. Il corpo di Kuribayashi non venne mai ritrovato, nonostante le ricerche condotte dagli stessi statunitensi subito dopo la battaglia. Il comandante dei marines su Iwo Jima, generale Holland Smith, tributò grandi onori a Kuribayashi, da lui stesso definito "il nostro più temibile avversario".

## Nei media
L'attore Ken Watanabe ha interpretato la figura di Tadamichi Kuribayashi nel film Lettere da Iwo Jima del 2006 diretto da Clint Eastwood, in parte ispirato all'omonima raccolta di lettere dello stesso generale spedite al figlio Taro.